# Bernd Walter Scheithauer
Bernd Walter Scheithauer  (* 30. August 1946 in Gelenau; † 19. September 2011 in Rochester (Minnesota)) war ein bedeutender deutschamerikanischer Neuropathologe.

## Leben
Bernd W. Scheithauer wurde 1946 als Kind von Walter und Renate Scheithauer im sächsischen Gelenau geboren und wuchs in Eureka (Kalifornien) auf. Nach Abschluss des Humboldt State College in Arcata studierte er Medizin an der Loma Linda University School of Medicine.  Er absolvierte Residency und Fellowship als klinischer Pathologe und Neuropathologe am Medical Center der Stanford University in Palo Alto. Im Jahre 1979 begann er seine Tätigkeit an der Abteilung für anatomische Pathologie und der Abteilung für Labormedizin und Pathologie der Mayo Clinic in Rochester (Minnesota), wo er über viele Jahre als Professor für Pathologie wirkte.
Bernd Walter Scheithauer starb am 19. September 2011 im Alter von 65 Jahren.

## Werk
Scheithauer war Autor zahlreicher Lehrbücher der Neuropathologie, wirkte wesentlich an der Erstellung der WHO-Klassifikation der Tumoren des zentralen Nervensystems mit und war an über 700 Publikationen, insbesondere zur Neuropathologie der Hirntumoren beteiligt.